# Муравленко (місто)
Муравленко (рос. Муравленко) — місто у складі Ямало-Ненецького автономного округу. Адміністративний центр та єдиний населений пункт Муравленківського міського округу.

## Населення
У місті проживають етнічні українці, після росіян, вони займають перше місце за чисельністю націй згідно з переписом населення Росії 2020 року, потім йдуть татар і ненці.

## Місто і Україна
У Муравленка був заснований міський Будинок культури і названий на честь України, побудований українськими будівельниками.
Будинок культури «Україна» понад 25 років здійснює свою діяльність у сфері культури. На сцені Будинку культури» Україна  проводяться окружні, міські фестивалі та конкурси, концерти за участю муравленківських творчих колективів, концерти за участю професійних артистів, працює кінозал.

## Місто-побратим
- США Клермор (Оклахома, США)[3][4]